# 가브리에우 마갈량이스
가브리에우 두스 산투스 마갈량이스(브라질 포르투갈어: Gabriel dos Santos Magalhães, 브라질 포르투갈어 발음: [ɡabɾiˈɛw dus ˈsɐ̃tuz maɡaˈʎɐ̃js], 1997년 12월 19일~)는 브라질의 남자 축구 선수로 포지션은 중앙 수비수이다. 가브리에우(브라질 포르투갈어: Gabriel)라는 약칭으로도 알려져 있으며 현재 프리미어리그의 아스널 FC와 브라질 축구 국가대표팀에서 활동하고 있다.

## 국가대표팀 경력
가브리엘 마갈량이스는 2017년 남미 U-20 챔피언십에서 브라질 U-20 축구 국가대표팀을 대표했다. 2020년 11월 14일, 그는 대한민국 U-23 축구 국가대표팀과의 국제 친선 경기에서 3-1로 승리한 경기에서 브라질 U-23 축구 국가대표팀으로 첫 국제 경기에 출전했다. 2021년 6월 17일, 그는 2020년 하계 올림픽 남자 축구 대회에 출전할 브라질 대표팀 명단에 포함되었으나, 7월 6일 무릎 부상으로 인해 명단에서 제외되었다.
2023년 8월, 가브리엘은 임시 감독 페르난두 지니즈에 의해 처음으로 브라질 축구 국가대표팀에 소집되어 볼리비아 축구 국가대표팀과 페루 축구 국가대표팀을 상대로 한 2026년 FIFA 월드컵 남미 예선 경기에 참가했다. 2023년 10월 12일, 가브리엘은 베네수엘라 축구 국가대표팀과의 월드컵 예선 경기에서 첫 득점을 기록하며 1-1 무승부를 이끌어냈다.

## 출전 통계
| 클럽     | 시즌    | 리그 | 리그 | 리그컵 | 리그컵 | 컵   | 컵   | 대륙 | 대륙 | 기타 | 기타 | 합계 | 합계 |
| 클럽     | 시즌    | 출전 | 득점 | 출전   | 득점   | 출전 | 득점 | 출전 | 득점 | 출전 | 득점 | 출전 | 득점 |
| -------- | ------- | ---- | ---- | ------ | ------ | ---- | ---- | ---- | ---- | ---- | ---- | ---- | ---- |
| 아바이   | 2016    | 21   | 1    | 13     | 1      | 4    | 0    |      |      | 1    | 0    | 39   | 2    |
| 트루아   | 2017-18 | 1    | 0    | 1      | 0      | 2    | 0    |      |      |      |      | 4    | 0    |
| 자그레브 | 2017-18 | 1    | 0    |        |        |      |      |      |      |      |      | 1    | 0    |
| 릴       | 2016-17 | 1    | 0    |        |        |      |      |      |      |      |      | 1    | 0    |
| 릴       | 2018-19 | 14   | 1    | 1      | 0      | 2    | 0    |      |      |      |      | 17   | 1    |
| 릴       | 2019-20 | 24   | 1    | 3      | 0      | 1    | 0    | 6    | 0    |      |      | 34   | 1    |
| 아스날   | 2020-21 | 23   | 2    | 2      | 0      | 1    | 0    | 6    | 1    |      |      | 32   | 3    |
| 아스날   | 2021-22 | 35   | 5    | 3      | 0      |      |      |      |      |      |      | 39   | 5    |
| 아스날   | 2022-23 | 38   | 3    | 1      | 0      | 2    | 0    | 7    | 0    |      |      | 48   | 3    |
| 아스날   | 2023-24 | 29   | 4    | 2      | 0      | 1    | 0    | 9    | 0    | 1    | 0    | 42   | 4    |

## 수상 내역

#### 디나모 자그레브
- 프르바 HNL : 2017-18
- 크로아티아 컵 : 2017-18

#### 아스날
- FA 커뮤니티쉴드 : 2023